# Glup!
Glup! es una banda chilena de rock-pop activa en el período 1996-2003, 2011, 2019 y 2022 hasta la fecha. En 1999, la banda se presentó en el Festival Internacional de la Canción de Viña del Mar y poco después alcanzó gran popularidad en Chile debido a sus letras adolescentes y melodías pegajosas. Freebola, lanzado en 1999, fue el gran éxito comercial del grupo. Aunque el género principal de la banda era el pop rock, se inspiró en gran medida en el britpop.

## Biografía

### Inicios
Durante el año 1996, Koko Stambuk, músico oriundo de Osorno y el teclista Marcel Molina, tenían su proyecto de música electrónica llamada "Merlin". En septiembre del mismo año, se decide unir a los hermanos de Koko, Rodrigo Stambuk en el bajo y Vid Stambuk en la batería, desde entonces, el proyecto fue llamado "Glup!". Por su parte, Marcel Molina, se dedicó a su banda Santos Dumont. 
Desde entonces, el trío fue telonero de las bandas como Machuca y a los antes citados, Santos Dumont, además de ofrecer conciertos en la zona central de Chile. Después de grabar algunos demos, el trío decide incorporar al guitarrista Gustavo Labrin. En octubre de 1997, Glup! entra en estudio, junto al músico e ingeniero de sonido Carlos Cabezas, terminando las grabaciones en marzo de 1998, sin embargo, el trabajo nunca fue editado. La banda decide terminar su trabajo con el productor Cristián Heyne, quien ha trabajado con Christianes, Shogún, Javiera y Los Imposibles, Supernova, La Ley, Javiera Mena y Pánico y con el ingeniero de grabación inglés, Barry Sage, quien antes había trabajado con artistas como Charly García, David Bowie y The Rolling Stones. Previamente al lanzamiento, publican su primer sencillo «Freebola» en diciembre de 1998. El disco pudo ser terminado en octubre del mismo año.

### 1999-2001:1999 y Wellcome Polinesia
Aun antes de lanzar su disco, a comienzos del año 1999, su canción «Quiero que me quieran» es utilizado como tema principal en la telenovela Algo está cambiando del canal Mega, lo que les da la posibilidad de presentarse en el Festival Internacional de la Canción de Viña del Mar. En abril de 1999, la banda lanza su primer álbum titulado 1999, del cual se destacan canciones como «Campo de frutillas» y la versión de Pink Floyd de la canción «Wish You Were Here». El 18 de junio, la banda es invitada al programa infantil llamado Titi Pelak-bles, en donde el cantante dice la frase: «Los rockeros somos súper drogadictos», lo cual produjo cierto grado de indignación en la animadora Titi García-Huidobro. Freebola sufrió algunas críticas por parte de la crítica nacional ya que esta tiene un semejante parecido a la línea de bajo de la canción de Blur «Girls & Boys» pero así, es una de las canciones más populares de la banda. 
En enero del año 2000, comenzaron la grabación de su segundo álbum, nuevamente de la mano de Cristián Heyne, incluso, fue tal la relación entre Heyne y Koko, que crearon el dúo Packman, que dieron vida a grupos como Supernova, Stereo 3 y Gufi. Durante la grabación de este disco, se integró al guitarrista Tim Picchetti a la banda, además de pasar por tres estudios distintos. El disco, titulado Wellcome Polinesia fue lanzado en octubre del año 2000, el cual tiene influencias latinas, sobre todo de las bandas Manu Chao, Café Tacuba, Los Fabulosos Cadillacs y Pericos. El primer sencillo del álbum es «Enamorado de ti», contó con la participación de la actriz Adriana Vacarezza en el video y fue dirigido por Koko. En invierno del 2001, lanzan el segundo sencillo, titulado «Grado 3», en donde el video es nuevamente dirigido por Koko, el video de su último sencillo «Así es la vida», fue dirigido por Juan Pablo Olivares. A finales del año 2001, la banda inicia su gira Así es la Vida Tour 2001-2002, que los lleva a recorrer varias ciudades de Chile.

### 2002-2003:GLUP! ydesintegración
A partir del 2002, comienzan a preparar lo que será su tercera producción, pero al llegar a Santiago, la banda de los hermanos Stambuk sufrió cambios en su formación. Con el interés de desarrollar otros proyectos distintos a la banda, Tim Picchetti y Gustavo Labrín dejan el grupo y son reemplazados por Rodrigo Vizcarra (guitarrista de Supernova) quien trabajaba desde hace tiempo junto a la banda. Como cuarteto asumen la preproducción de un nuevo disco. En julio de 2002, viajan a Buenos Aires a grabar su tercer disco en los estudios Circo Beat, propiedad del músico Fito Páez. Este disco tendría dos sencillos, «Mi destino» y «Puta jefe», este último contiene lenguaje soez, por lo que BMG les pedía a los locutores radiales que lo editen antes de ponerla en la radio.
Finalmente, el cuarteto se disuelve en el año 2003. Rodrigo Vizcarra parte a Tronic junto a Gustavo Labrín, mientras que Koko Stambuk se convierte en productor y músico en la escena musical chilena.

### 2011: Regreso a los escenarios
A ocho años de su disolución, Glup anuncia a través de las redes sociales que agendará un par de fechas, en donde decidieron volver a los escenarios y para concretarlo hicieron un show el 3 de septiembre de 2011 en el centro de eventos Blondie, como parte de las celebraciones por el mes de aniversario del recinto. Que luego fue sucedido por otro el 10 de septiembre en el Huevo de Valparaíso. El cantante Koko Stambuk conversó con Terra sobre este retorno, adelantando: «Esperamos hacer un show entretenido, recordando las canciones. Estamos ensayando mucho todos los días, así que estamos un poco cansados a veces, pero está bien, para que valga la pena y salga buena».

### 2019-presente: Reencuentro
Tras 16 años de su separación la banda retornaron a la escena musical en 2019, tras lanzar el sencillo «Chingale» que contiene modismos mexicanos con toques urbanos. Según un comunicado, la referencia a México se debía al estrecha relación que tienen los integrantes con dicho país.
Tras la pandemia del COVID 19 en 2022 Glup! volvió a los escenarios con tocatas agendadas en Temuco, Quilpué, La Serena, Concepción y Santiago en el Teatro Coliseo. Tras este anuncio el 9 de diciembre se lanza el sencillo «Provenza», un cover de la artista urbana Karol G el cual es el primer adelanto de un futuro EP de covers de música urbana.

## Sonido
En sus inicios, el proyecto (llamado Merlin) se había enfocado en hacer música electrónica, para lo que luegon cambiarían a formar una banda de pop melodioso, "Hemos elegido cambiar todo lo que tenga que ver con intelectualidad por el concepto humano del pop, que es liviano pero a la vez trasciende. Lo nuestro va por el lado sensorial y una entrega fuerte en vivo", explican los miembros de la banda. Aun así, en sus primeros trabajos, se ve una influencia por el lado de la psicodelia, similar a The Beatles, lo cual quedó plasmado en canciones como "La gran, gran uva" y "Campos de frutillas". También se atrevieron con un cover de Pink Floyd en su primer disco, pero nunca dejando de lado su sonido pop que los caracteriza.
Es muy conocida la influencia Britpop del grupo, se nombran a Oasis, Blur, Supergrass y Pulp, como mayores influencias, la banda era vendida al exterior con esta etiqueta. Su gran éxito radial "Free-bola" fue siempre comparada con la canción Girls & Boys de la banda Blur, ya que esta, siguió la misma formula para la popularidad. La banda logró combinar temáticas románticas ingenuas y simples, además de una crítica social e irónica. 
Para la grabación de su segundo disco, la banda recogió la influencia latina de bandas como Manu Chao, Pericos, Café Tacuba y Fabulosos Cadillacs, ya que Koko quería recoger toda esa energía de fusión latina, logrando un disco crossover.

## Integrantes
- Cristián Koko Stambuk - Voz y Guitarra (1996-)
- Rodrigo Stambuk- Bajo (1996-)
- Vid Stambuk - Batería (1996-)
- Marcel Molina - Teclado (1996-1997)
- Gustavo Chavín Labrín - Guitarra (1997-2002)
- Tim Picchetti - Guitarra (1998-2002)
- Rodrigo "Rigo" Vizcarra - Guitarra (2002-2023)
- Ignacio "Nacho" Burgos - Guitarra (2023-)
- Paula "Miausicat" Rojas - Multinstrumentista (2023-)

## Discografía

### Álbumes de estudio
| Título                     | Detalles del álbum                                                        |
| -------------------------- | ------------------------------------------------------------------------- |
| 1999                       | - Lanzamiento: abril de 1999 - Sello: BMG-Chile - Formatos: CD            |
| Raras tocatas nuevas       | - Lanzamiento: diciembre de 1999 - Sello: BMG-Chile - Formatos: CD        |
| Welcome Polinesia          | - Lanzamiento: octubre de 2001 - Sello: BMG-Chile - Formatos: CD          |
| GLUP!                      | - Lanzamiento: 2002 - Sello: BMG-Chile - Formatos: CD                     |
| Dancing Queen Karaoke Club | - Lanzamiento: octubre de 2023 - Sello: Independiente - Formatos: Digital |

### Sencillos
| Año  | Título                  | Álbum     |
| ---- | ----------------------- | --------- |
| 1998 | «Freebola»              | 1999      |
| 1999 | «Quiero que me quieran» | 1999      |
| 1999 | «Wish you were here»    | 1999      |
| 1999 | «Campo de frutillas»    | 1999      |
|      |                         |           |
|      |                         |           |
|      |                         |           |
| 2002 | «Puta jefe»             | GLUP!     |
| 2003 | «Mi destino»            | GLUP!     |
| 2003 | «Cómplice eterno»       | GLUP!     |
| 2019 | «Chingale»              | Sin álbum |
| 2022 | «Provenza»              | Sin álbum |